# Max Huang
Julian Maximilian Widjaja (Núremberg, 22 de septiembre de 1988), más conocido como Max Huang, es un actor alemán, conocido por interpretar a Kung Lao en la adaptación de acción real de Mortal Kombat de 2021.

## Biografía
Nació y creció en Núremberg, Alemania de padre chino-indonesio y madre alemana.
Inició en el mundo del cine como miembro del equipo de acrobacias en películas de Jackie Chan, y ha trabajado en cintas como Chinese Zodiac: La armadura de dios (2012), y en occidente en Kingsman: The Secret Service (2014), Police Story (2013), Bleeding Steel (2018) y Hitman: Agent 47.
Su gran oportunidad en cine llegaría en 2021, cuándo es seleccionado para interpretar a Kung Lao en la película Mortal Kombat (2021), sin embargo, el actor originalmente hizo el casting para interpretar a otro personaje, Liu Kang, quién al final fue interpretado por otro actor.
Max ha practicado Wushu con el miembro del Equipo de Wushu de Shanghai Wang Peng Cheng, y ganó el Oro en los Nacionales Alemanes de Wushu en 2009.
En abril de 2021, debutó como cantante al lanzar su primer sencillo "Flawless Victory". La canción fue compuesta y escrita por Huang, y producida por Vincent Lee.
Huang también dirigió y protagonizó el video musical, publicado el 22 de abril.
Habla chino, alemán e inglés con fluidez.

## Filmografía
| Año  | Título                              | Papel                     | Notas |
| ---- | ----------------------------------- | ------------------------- | ----- |
| 2010 | Dead Survivors                      | Zombie                    |       |
| 2010 | Burning Man                         | Gánster                   |       |
| 2010 | Lasko el puño de dios               | Ninja 3                   |       |
| 2012 | The Ego                             | Cafe Guest                |       |
| 2012 | Chinese Zodiac: La armadura de dios | Guardaespaldas de Michael |       |
| 2013 | Tribal Ties                         | Shakkah                   |       |
| 2013 | Acción policial                     | Peleador clandestino      |       |
| 2014 | Desterrado                          | Bandido                   |       |
| 2015 | Dragon Blade                        | Shou Xia                  |       |
| 2016 | Time Raiders                        | Igor                      |       |
| 2017 | Sense8                              | Guardia prisión           |       |
| 2019 | No Way Out                          | Chen                      |       |
| 2021 | Mortal Kombat                       | Kung Lao                  |       |
| 2023 | Hidden Strike                       | Contratista chino         |       |
| 2025 | Mortal Kombat 2                     | Kung Lao                  |       |